# Валтер Минор
Валтер Минор је четворо- и шестоцилиндрични мотор са ваздушним хлађењем конструисан за лаке летелице. Први модел произведен је 1929. године, а имао је челичне цилиндре, алуминијумске главе и вентиле. Снага мотора се креће од 105 до 160 КС. Овај модел производила је чехословачка фабрка Валтровка (Валтер), а данас је производњу преузела чешка фабрика Авиа.
На основу линијских мотора са висећим цилиндрима хлађених ваздухом енглеске фабрике „Де Хевиленд”, чехословачки произвођач авионских мотора „Валтер” („Walter”) развио је серију сличних мотора међу којима је и Минор 6/III (шест цилиндара, трећа серија), који се појавио 1936. године. Временом је развијена и варијанта са механичким компресором под ознаком 6/IIIS.

## Модели
Валтер Минор направљен је у два основна модела: Минор 4-III и Минор 6-III. После Другог светског рата овај мотор у варијанти без компресора произвођен је по лиценци у Индустрији мотора Раковица под ознаком Ј-W-6-III (Ј - југословенски), а први примерак направљен је маја 1950. године. Серијска производња почела је наредне године. У југословенском ваздухопловству коришћен је на авионима типа Поликарпов По-2W (модификација), Икарус 211, Икарус 231, Икарус 451, Утва Аеро 2Д, КБ-6 Матајур, Летов ЛК-1 и др.
| Одлика/Модел  | Минор 4-III | Минор 6-III | Валтер / ДМБ ДМ-6Р |
| ------------- | ----------- | ----------- | ------------------ |
| Стартна снага | 105 КС      | 160 КС      | 155 КС             |
| Возна снага   | 80 КС       | 125 КС      | 116 КС             |
| Запремина     | 3,98 l      | 5,97 l      | 5,97 l             |
| Ход клипа     | 115 mm      | 115 mm      | 115 mm             |
| Пречник клипа | 105 mm      | 105 mm      | 105 mm             |
| Компресија    | 6,0:1       | 6,0:1       | 6,0:1              |
| Дужина        | 1.032 mm    | 1.250 mm    | 1.580 mm           |
| Ширина        | 399 mm      | 445 mm      | 400 mm             |
| Висина        | 632 mm      | 639 mm      | 780 mm             |
| Тежина        | 90,3 kg     | 126,8 kg    | 155 kg             |

На основу захтева Команде ратног ваздухопловства Југославије од 1953. године, паралелно са развојем југословенског авиона „Курир” развијана је и посебна варијанта мотора Валтер Минор 6/III (Валтер / ДМБ ДМ-6Р) за тај авион тако што је на оригинални мотор уграђен редуктор са цилиндричним зупчаницима да би се смањио број обратаја елисе при пуној снази и на тај начин повећала њена вучна сила. Прототип је направљен 1955. године, а серијска прозводња почела је наредне године и ти мотори коришћени су на првој серији авиона Икарус „Курир”. Као последица губитака на редуктору мотор је имао нешто мало мању снагу него оригинални Валтер Минор 6/III.

## Коришћење
- Аеро Ae 45
- Аеро Ae 50
- Бенеш-Мраз Бета-Минор
- Лет L-200 Морава
- ЛИБИС KB-6
- LWD Цух
- Манцолини Либелула II
- Норд NC-856
- Норд NC-859
- Норд NC-860
- Орличан L-40 Мета Сокол
- Пасоти ајрон
- Прага E-210
- Прага E-211
- Штарк AS-57
- Злин 22
- Злин тренер